# نوپسرها مالایسی
نوپسرها مالایسِی یک گونه سوسک از خانوادهٔ سوسک‌های شاخک‌دراز است. استفان فون برونینگ در سال ۱۹۴۹ این گونه را توصیف و بررسی کرد.